# Khatzidakis
Khatzidakis (in greco Χατζιδάκις?; fl. XIX-XX secolo) è stato un tiratore a segno greco.

## Carriera
Partecipò alle gare di tiro a segno delle prime Olimpiadi moderne, che si svolsero nel poligono di Kallithea (a metà strada fra Atene e il Pireo) dall'8 al 12 aprile 1896. Prese parte alla competizione della carabina libera, ma senza ottenere risultati di rilievo.